# Kinyongia xenorhina
Kinyongia xenorhina är en ödleart som beskrevs av  George Albert Boulenger 1901. Kinyongia xenorhina ingår i släktet Kinyongia och familjen kameleonter. Inga underarter finns listade.